# 雅娜·莫洛德茨基
雅娜·莫洛德茨基（Yana Molodezki，1996年1月1日—），以色列女子羽毛球運動員。

## 簡歷
2016年11月，雅娜·莫洛德茨基出戰以色列夏瑣羽毛球國際賽，除與达纳·库格尔合作拿得女子雙打亞軍外，亦與塞浦路斯選手Elias Nicolaou合作打進混合雙打四強。

## 主要比賽成績
只列出曾進入準決賽的國際賽事成績：
| 年份   | 賽事                   | 公開賽級別 | 項目     | 拍檔           | 成績   |
| ------ | ---------------------- | ---------- | -------- | -------------- | ------ |
| 2013年 | 以色列夏瑣羽毛球國際賽 | 國際系列賽 | 女子雙打 | 达纳·库格尔    | 準決賽 |
| 2014年 | 以色列夏瑣羽毛球國際賽 | 國際系列賽 | 混合雙打 | 约纳森·列维特  | 準決賽 |
| 2015年 | 以色列夏瑣羽毛球國際賽 | 未來系列賽 | 女子雙打 | 达纳·库格尔    | 準決賽 |
| 2016年 | 以色列夏瑣羽毛球國際賽 | 未來系列賽 | 女子雙打 | 达纳·库格尔    | 亞軍   |
| 2016年 | 以色列夏瑣羽毛球國際賽 | 未來系列賽 | 混合雙打 | Elias Nicolaou | 準決賽 |

| 2007-2017年 | 首要超級賽 | 超級賽 | 黃金大獎賽 | 大獎賽 | 國際挑戰賽 | 國際系列賽 | 未來系列賽 | 其他 |

| 2018-2026年 | 總決賽 | 超級1000賽 | 超級750賽 | 超級500賽 | 超級300賽 | 超級100賽 | 國際挑戰賽 | 國際系列賽 | 未來系列賽 | 其他 |